# Bioraspoloživost
U farmakologiji, bioraspoloživost je potkategorija apsorpcije i predstavlja udio (%) primijenjenog lijeka koji uđe u sistemsku cirkulaciju. Po definiciji, kada je lijek primijenjen intravenozno, njegova je bioraspoloživost 100 %. Kada je lijek pak primijenjen drugim putevima, njegova je bioraspoloživost niža zbog apsorpcije crijevnog epitela i učinka prvoga prolaska. Stoga, matematički gledano, bioraspoloživost je jednaka omjeru površine ispod krivulje odnosa koncentracije lijeka u krvnoj plazmi i vremena (AUC) za formulaciju izvan žila te AUC-u za formulaciju unutar žila. AUC se koristi zbog svoje proporcionalnosti dozi koja je ušla u sistemsku cirkulaciju.
Bioraspoloživost lijeka prosječna je vrijednost; kako bi se u obzir uzela varijabilnost populacije, raspon odstupanja prikazuje se uz znak ±. Kako bi se osigurala ispravna doza za pacijente s lošom apsorpcijom, donja vrijednost raspona odstupanja tretira se kao prava bioraspoloživost za izračun potrebne doze za postizanje sistemske koncentracije bliske onoj nakon intravenozne primijene. Kako bi se odredila doza bez poznavanja pacijentove stope apsorpcije, donja vrijednost raspona odstupanja koristi se za održavanje učinkovitosti, osim ako je lijek asociran s uskom terapijskom širinom.
Za dodatke prehrani, bilje i druge hranjive tvari za koje je način primjene gotovo uvijek oralan, bioraspoloživost obično predstavlja količinu ili udio progutane doze koji je apsorbiran.

## Definicije

### Farmakologija
Bioraspoloživost opisuje postotak primijenjene doze ksenobiotika koji je dospio u sistemsku cirkulaciju. Označava se slovom f (ili F, ako je izražena u postotcima).

### Nutricionistika
U nutricionistici, znanosti o unosu hranjivih tvari i neljekovitih dodataka prehrani, pojam bioraspoloživosti nema jasno određenu definiciju poput one u farmakologiji. Farmakološka definicija ne može se uostalom primijeniti u ovom području zbog toga što su korist i apsorpcija funkcije prehrambenog statusa i fiziološkog stanja subjekta, što uzrokuje još veće razlike među individuama. Bioraspoloživost dodataka prehrani zbog toga se može definirati kao proporcija primijenjene tvari koja se može apsorbirati i biti upotrebljena ili zapremljena.
Ipak, kao i u farmakologiji, bioraspoloživost se u nutricionistici mjeri izračunom površine ispod krivulje (AUC) vremenskog profila koncentracije lijeka.

### Znanost o okolišu
Bioraspoloživost je u sklopu znanosti o okolišu mjera u kojoj neka tvar može dospjeti u žive organizme. Često biva ograničavajući faktor kod uzgajanja usjeva (zbog ograničenja na otopljivost ili apsorpciju hrane za biljke u koloide tla) i čišćenja toksičnih tvari u hranidbenom lancu pomoću mikroorganizama (zbog sorpcije ili particije inače razgradivih tvari u nepristupačne faze okoliša). Značajan je primjer u agrikulturi deficit fosfora u biljaka uzrokovana padalinama s fosfatima željeza i aluminija na tlo niske pH vrijednosti te padaline s fosfatima kalcija na tlo visoke pH vrijednosti. Toksične tvari u tlu, poput olova iz boje, mogu se viškom fosfornih gnojiva učiniti nedostupnima životinjama koje konzumiraju kontaminiranu zemlju. Organičko zagađenje poput otapala i pesticida može se apsorpcijom u minerale iz tla ili particijom u hidrofobne tvari učiniti nedostupnim mikroorganizmima i zadržati u okolišu.

## Faktori
Apsolutna bioraspoloživost lijeka, kada je unesen neizravnim putem, obično je manji od jedan (tj. F < 100 %). Razni fiziološki faktori smanjuju dostupnost lijekova prije njihova ulaska u sistemsku cirkulaciju. Ako se lijek uzima uz hranu ili bez nje također će utjecati na apsorpciju, drugi ljekovi primijenjeni istovremeno isto bi mogli utjecati na apsorpciju i metabolizam prvog prolaska, a crijevni motilitet utječe pak na razgradnju lijeka i može imati učinak na razinu kemijske razgradnje lijeka u crijevnoj mikroflori. Bolesti koje mijenjaju metabolizam jetre ili gastrointestinalnu funkciju također će imati učinak.
Drugi faktori uključuju, no ne isključivo:
- fizikalna obilježja lijeka (hidrofobnost, pKa, topljivost)
- formulacija lijeka (neposredno oslobađanje, pomoćne tvari, način proizvodnje, prilagođeno oslobađanje i odgođeno oslobađanje, produženo oslobađanje itd.)
- primjenjuje li se formulacija uz hranu ili natašte
- brzina pražnjenja želudca
- cirkadijane razlike
- međudjelovanje:
  - s drugim lijekovima (npr. antacidi, alkohol, nikotin)
  - s hranom (npr. sok od grejpa, pomelo, sok od brusnice, kupus)
- transporteri: supstrat transportera s pumpama za izbacivanje (npr. P-glikoprotein)
- zdravlje probavnog sustava
- inhibicija ili indukcija enzima putem drugih lijekova ili hrane
- pojedinačne razlike u metabolizmu:
  - starost (lijekovi se sporije metaboliziraju kod fetusa, novorođenčadi i starijih)
  - fenotipske razlike, crijevno-jetrena cirkulacija, prehrana i spol
- bolest (npr. pogoršana funkcija jetre ili bubrega)

Svaki od ovih faktora razlikuje se od pacijenta do pacijenta (ekstra-individualna varijacija), ali i kod istog pacijenta prolaskom vremena (intra-individualna varijacija). U kliničkim ispitivanjima, inter-individualna varijacija ključna je mjera za razaznavanje bioraspoloživosti među pacijentima kako bi se osigurala predvidiva doza.